# Pardosa wagleri
Pardosa wagleri är en spindelart som först beskrevs av Carl Wilhelm Hahn 1822.  
Pardosa wagleri ingår i släktet Pardosa och familjen vargspindlar. Utöver nominatformen finns också underarten Pardosa wagleri atra.